# Hockey Canada
Hockey Canada est l'organisme dirigeant du hockey sur glace au Canada et est un membre de la fédération internationale de hockey sur glace.

## Histoire
L'organisation moderne, basé à Calgary (avec un bureau secondaire à Ottawa) est créée en juillet 1994 quand l'Association canadienne de hockey et l'Association canadienne de hockey amateur (créée en 1914) fusionnent. Beaucoup de commentateurs désignent encore parfois Hockey Canada comme l'Association canadienne de hockey.
En 2022, l'organisation aurait procédé a une entente hors cour concernant des prétendues agressions sexuelles datant de 2018, par huit joueurs de la formation de 2017-2018. Les dirigeants de l'association sont par ailleurs accusés, en août 2022, de dépenser trop libéralement les argents reçus.
En juillet 2022, à la suite de nouvelles accusations d'agressions sexuelles, qui seraient survenues en 2003, les dirigeants de Hockey Canada relancent une enquête interne. Le même mois, la ministre des Sports du Canada, Pascale St-Onge, annonce que le financement du gouvernement du Canada est suspendu jusqu'à nouvel ordre. Plusieurs commanditaires corporatifs suspendent aussi leur financement. En lien avec ce scandale, un comité de la Chambre des Communes du Canada tient des audiences publiques en 2022,.
En septembre 2022, « alors que le Parlement [du Canada] et une majorité de Canadiens réclament la démission des dirigeants de Hockey Canada – et plus particulièrement la sienne –, Scott Smith (en) », PDG de l'organisation, remet les médailles d'or aux membres de l'équipe canadienne qui a gagné le Championnat mondial de hockey féminin.
Au début octobre 2022, il est révélé que Hockey Canada a créé et maintenu pendant deux décennies un fonds qui sert  « aux situations incluant notamment, mais non exclusivement, les agressions sexuelles »,.
Nike suspend sa participation financière début octobre 2022.
Banque Scotia, Canadian Tire et Tim Hortons le font fait aussi début octobre 2022.
Bauer, un fournisseur d'équipements de hockey, suspend aussi l'entente d'« une valeur de plusieurs millions de dollars [...] échelonnée sur plusieurs années ».
En décembre 2022, le conseil d'administration a été entièrement renouvelé.

## Autres branches
Hockey Canada fédère un certain nombre de branches provinciales :
- British Columbia Amateur Hockey Association
- Hockey Alberta
- Hockey Manitoba
- Hockey New Brunswick
- Hockey Northwestern Ontario
- Hockey Nova Scotia
- Hockey Québec
- Hockey Newfoundland and Labrador
- Hockey North
- Ontario Hockey Federation
- Ottawa District Hockey Association
- Prince Edward Island Hockey Association
- Saskatchewan Hockey Association

Hockey Canada gouverne également le junior majeur et le junior A :
- Ligue canadienne de hockey
- Ligue de hockey junior canadienne